# Atretochoana eiselti
Atretochoana eiselti (do grego: Atretos, imperfuração + choanae, funil; eiselti em homenagem a Josef Eiselt), denominada cobra mole, é uma espécie de anfíbio gimnofiono da família Typhlonectidae. Apenas cinco espécimes são conhecidos em coleções de museus. O holótipo provém da América do Sul, mas a localização específica (localidade tipo) é desconhecida. Os demais exemplares são provenientes do Brasil e, possivelmente, pode ocorrer também na Bolívia. A espécie é o maior tetrápode sem pulmões conhecido.

## Nomenclatura e taxonomia
A espécie foi descrita como Typhlonectes eiselti em 1968 por Edward Harrison Taylor com base num espécime depositado na coleção do Naturhistorisches Museum, em Viena. Até a data da descrição, o espécime era atribuído à espécie Typhlonectes compressicauda.
Em 1995, foi reclassificada num gênero próprio, o Atretochoana, sendo então recombinada para Atretochoana eiselti, com base num estudo mais detalhado do holótipo. Pesquisas posteriores demonstraram que a espécie eiselti está mais relacionada ao gênero Potomotyphlus do que ao Typhlonectes. O gênero Atretochoana é monoespecífico.

## Distribuição geográfica
A espécie era conhecida por um único exemplar (o holótipo) coletado na América do Sul, mas cuja localização específica é desconhecida, depositado no Museu de Viena. Quase certamente, o espécime foi coletado antes da década de 1920 ou, provavelmente, na segunda metade do século XIX. Em 1998, um segundo espécime foi encontrado na coleção da Universidade de Brasília, também sem registro da localização e data da coleta, entretanto, devido à coleção ser recente e quase exclusivamente de espécies brasileiras, acreditava-se que o espécime havia sido coletado no Brasil. Em 2011, foram descobertos exemplares da espécie em dois pontos na Amazônia brasileira. O primeiro na praia de Marahú na ilha do Mosqueiro, no meio da Baía do Marajó, próximo a Belém do Pará, na desembocadura do rio Amazonas. E o segundo na Cachoeira Santo Antônio, no rio Madeira, próximo à fronteira Brasil-Bolívia. Os exemplares do rio Madeira foram encontrados no canteiro de obra da Usina Hidrelétrica Santo Antônio durante obras no leito original do rio. Todos os exemplares foram enviados ao Museu Paraense Emílio Goeldi, em Belém. Baseado nas novas descobertas, acredita-se que a espécie tenha distribuição ampla pela Amazônia brasileira e que possivelmente ocorra também na Bolívia.

## Características
A Atretochoana eiselti é o maior tetrápode conhecido sem pulmões. O holótipo mede 72,5 centímetros e o exemplar de Brasília mede 80,5 centímetros. O segundo maior tetrápode sem pulmões é a Caecilita iwokramae que mede 11,2 centímetros. Superficialmente, a espécie é similar a Typhlonectes compressicauda, T. natans e Potomotyphlus kaupii. Entre as características que a diferencia das outras espécies próximas estão: a coana selada, a ausência de pulmões e de vasos sanguíneos pulmonares, a articulação mandibular pós-cranial, os estribos alongados e com direção posterior, um músculo cranial associado aos estribos, ligando estes às bochechas, uma abertura intermediária tentacular posicionada entre o olho e a narina externa, um sulco tentacular não encoberto por osso e o corpo lateralmente comprimido com uma barbatana mediana dorsal.

## Conservação
Devido à falta de informações sobre sua fisiologia, biologia e ecologia, a espécie é categorizada como dados insuficientes (DD) quanto risco de extinção pela União Internacional para a Conservação da Natureza e dos Recursos Naturais e pelo ICMBIO.